# کنوانسیون بین‌المللی تجارت گونه‌های جانوری و گیاهی وحشی در حال انقراض
کنوانسیون بین‌المللی تجارت گونه‌های جانوری و گیاهی وحشی در حال انقراض» یا سایتس (به انگلیسی: CITES) یا کنوانسیون واشینگتن، یک معاهده چند جانبه برای حفاظت از جانوران و گیاهان در معرض خطر است. این معاهده در نتیجه تصمیمی که در سال ۱۹۶۳ در گردهمایی اعضای اتحادیه بین‌المللی حفاظت از طبیعت گرفته شد، پیش‌نویس شد. معاهده در سال ۱۹۷۳ به امضا گذاشته شد و ۱ ژوئیه ۱۹۷۵ به مرحلهٔ اجرا درآمد. هدف این معاهده این است که مبادلات تجاری بین‌المللی گونه‌های گیاهان و جانوران وحشی، باعث به خطر افتادن بقای گونه‌های موجود در طبیعت نشود و سطح حفاظتی مختلفی برای بیش از ۳۵٫۰۰۰ گونه جانوری و گیاهی در آن تعریف شده است. برای کسب اطمینان از اینکه GATT مورد تخطی واقع نشود، با دبیرخانه GATT در آماده‌کردن پیش‌نویس این معاهده مشورت شد.
ایران در سال ۱۳۵۵ با تصویب مجلس شورای ملی به عضویت این کنوانسیون درآمد.